# Orquesta Los Satélites
Orquesta Los Satélites est un groupe de salsa espagnol, originaire de La Corogne. Il a été certifié un disque d'or avec le label EMI, ainsi que d'autres reconnaissances : orchestre le plus demandé en Espagne par le magazine Show Press, mention spéciale à l'orchestre par le Diario de Las Palmas, meilleur orchestre de salsa en Espagne par Radio 3, premier prix pour les orchestres dans le programme Luar, orchestre avec la meilleure section de vents par le journal La Opinión.

## Histoire

### Débuts
L'Orquesta Los Satélites est formé en 1938 à La Corogne, en Espagne, par Manuel Otero Mariñas, saxophoniste, et Jaime « Lolito » Camino, chanteur, acteur et producteur de films. Les musiciens qui ont rejoint l'orchestre provenaient pour la plupart des orchestres militaires, notamment ceux basés dans la ville de La Corogne et qui se sont dissous après la fin de la guerre civile.
Le groupe, qui commence sous le nom de Jaime Camino y sus Satélites, prend rapidement son nom actuel, puis commence à jouer. À la fin de cette dernière, ils commencent leurs aventures musicales dans des revues théâtrales, mais « cette vie de province en province était très dure pour eux et pour la famille, alors pour la formation de l'orchestre ils ont choisi les meilleurs musiciens car, en plus de se consacrer aux festivals et aux fêtes de rue, ils accompagnaient aussi les artistes lors de leurs tournées dans le nord de l'Espagne. »
Avec la voix du grand chanteur galicien Pucho Boedo, il quitte le port de Vigo pour le Venezuela le 18 juillet 1955, où il se produit pendant quatre mois dans les principaux festivals, dans les meilleures salles et sur les chaînes de télévision vénézuéliennes 5 et 8, qui sont actuellement la chaîne nationale VTV. L'orchestre s'est également produit dans d'autres pays tels que le Royaume-Uni, l'Allemagne, le Portugal, la Suisse et l'Argentine. De cette incursion en terre vénézuélienne, plusieurs musiciens du groupe décident de s'y installer et se séparent de l'orchestre. Il s'agit d'une étape importante pour l'orchestre car, depuis leur incursion dans ce pays, ils importent leur propre musique dans des styles tels que la guaracha, le boléro ou le merengue après la tournée, où l'émigration galicienne faisait alors les Amériques et appréciait cette musique comme si elle était la leur. Cela permet à l'orchestre de recevoir une évaluation toujours positive de la part du public.
Parallèlement aux concerts, l'orchestre collabore à des festivals et à des programmes télévisés, comme lorsqu'il participe au Festival del Eo en accompagnant Massiel à Vegadeo (Asturies) en 1965 ou lorsqu'il est l'orchestre principal du Festival del Miño entre 1967 et 1970, à Orense, où il accompagne des artistes tels que Víctor Manuel, Betty Missiego, etc.,.
Au début des années 1970, l'orchestre commence à enregistrer les chansons qu'il joue, qu'il s'agisse de ses propres chansons ou de reprises de chansons d'autres groupes. En 1971, ils publient deux disques de 4 titres, le premier contenant les chansons Demencia et Sen seu amor et le second, La Nave del olvido et Salve sabrosa. Après la sortie de ces deux premiers vinyles, l'orchestre continue à publier de manière prolifique avec la collaboration de la maison de disques EMI-Regal, qui occupait une position dominante en Espagne à l'époque.
La formation était alors la suivante : Celso Béjar, Luis « Fixoi » Rodríguez, Jacinto Paredes, José « l'autre Fixoi » Rodríguez, José Crespo, Indalecio González, Serafín Gómez, Ricardo Doval, José Pepín, Virginio Rivera, Enrique Barral et Sito Sedes, au chant.

### Popularisation et continuité
C'est avec ce groupe qu'en 1977, ils sont certifiés disque d'or avec le label EMI, ainsi que de nombreux autres prix et distinctions, tous basés sur la qualité et le professionnalisme, grâce à la persévérance et à la persistance de leur directeur musical, Luis Rodríguez. L'orchestre gagne en popularité grâce à cette reconnaissance et aux disques sortis au cours des années précédentes, et a été appelé à collaborer à l'émission Aplauso de la TVE, dont il a été l'orchestre principal, qui a été diffusée entre 1978 et 1983,.
Bien qu'il s'agisse d'un orchestre orienté vers la musique tropicale, il est appelé en 1986 à participer au IVe Festival de Jazz Ciudad de La Coruña, partageant l'affiche avec Clunia Jazz, Phil Woods Quintet, Antonio Cal Big Jazz Band et John Abercrombie and Michael Brecker Quartet. Le troisième jour du festival, le 7 novembre 1986, le spectacle 100 años de Jazz est présenté, avec des textes et une mise en scène de Roberto Rodríguez, Nonito Pereira faisant office de narrateur et l'orchestre jouant la musique, un voyage à travers les styles et les thèmes les plus populaires du jazz. Sur le territoire national, il a participé aux meilleurs festivals de toutes les régions, ainsi qu'aux carnavals des îles Canaries à plusieurs reprises.
Dès les années 1990, plus précisément en 1993, l'orchestre est appelé à être l'orchestre principal de l'émission Querida Concha en 1993 sur Telecinco ; ce qui serait le retour à la promotion à la télévision au niveau national, puisqu'au niveau régional l'orchestre collabore avec TV de Galicia dans un certain nombre de programmes. Il collabore également avec d'autres artistes dans leurs enregistrements, soit en tant que groupe de base — voir la cassette Habelas.... Hainas! de Sito Mariño sortie en 1992 —, soit avec la participation à des morceaux comme dans l'album Capetón de Os diplomáticos de Monte Alto, sorti en 1999.
Il donne des représentations spéciales comme la cérémonie de remise des prix de théâtre María Casares 2006 au théâtre Rosalía de Castro de La Corogne ou le spécial dédié au chanteur Pucho Boedo, Sempre Pucho de TVG au Palacio de la Ópera de La Coruña en février 2006, accompagnant des artistes et groupes tels que Uxía, Paco Lodeiro, Nancho Novo, Yolanda Vázquez, Xoel López, Sito Sedes, Miguelón et Luz Alonso, dont est issu l'album Sempre Pucho,. En 2009, l'orchestre organise un gala pour commémorer le 70e anniversaire de sa fondation, avec l'orchestre en place à l'époque et des invités de toutes les périodes de l'orchestre, comme Manuel Eiroa, Sito Sedes, Alvarito Pita, Tito Calviño, Melchor Rodó, Isaias Blanco Viloria, José Somoza, Gastón Rodríguez, Daniel Vázquez, Jaime Varela, entre autres et présenté par Paco Lodeiro et Yolanda Vázquez ; se déroulant au Teatro Colón de La Corogne,,.
En 2016, le conseil municipal d'Oleiros, situé à La Corogne, et étant son représentant le maire d'Ángel García Seoane, « veut rendre un hommage à la musique, en général, et à l'Orquesta Los Satélites, en particulier, avec une rue qui leur est dédiée dans la paroisse de Perillo » et une autre dédiée à l'un des plus grands représentants historiques de cet orchestre, Pucho Boedo.

## Discographie

### Albums studio
- 1975 : Canta Sito
- 1976 : Orquesta Los Satélites
- 1978 : El Chinito
- 1979 : Quisiera saber
- 1981 : El Baile del suavit (compilation)
- 1981 : El Baile del suavito
- 1987 : Lo Mejor de Los Satélites (cassette)
- 1987 : Super Satélites (cassette)
- 1990 : 50 Aniversario
- 2003 : Los Satélites
- 2008 : Sempre Pucho
- 2009 : 1938-2008 70 Aniversario
- 2015 : Ponte a bailar

### Singles
- 1971 : Demencia / Sen seu amor
- 1971 : La nave del olvido / Salve sabrosa
- 1974 : Triste Papel / Eva
- 1975 : Fiesta brava / Triste Papel
- 1975 : Papá y Mamá / Salve Sabrosa
- 1976 : Papelito Blanco / Cógele el gusto
- 1977 : La Soga / Así eres tú
- 1978 : El Chinito